# 9766 Bradbury
9766 Bradbury è un asteroide della fascia principale. Scoperto nel 1992, presenta un'orbita caratterizzata da un semiasse maggiore pari a 2,4505655 UA e da un'eccentricità di 0,0827338, inclinata di 1,27807° rispetto all'eclittica.